# Salinomys delicatus
La laucha salinera (Salinomys delicatus) es la única especie del género Salinomys, un roedor de la familia Cricetidae. Habita en el Cono Sur de Sudamérica.

## Taxonomía
Esta especie fue descrita originalmente, al mismo tiempo que su género, en el año 1995 por los zoólogos Janet K. Braun y Michael A. Mares.
Localidad tipo
La localidad tipo referida es: “Paraje La Botija, a una altitud de 396 msnm, 23 km al norte de la ruta 20, Pampa de Las Salinas, departamento Ayacucho, San Luis, Argentina”. 

## Distribución geográfica
Esta especie es endémica de los matorrales que bordean salares en ambientes correspondientes al semidesierto del monte, bioma del centro-oeste de la Argentina, en las provincias de: San Juan y San Luis, en altitudes entre 380 y 412 m s. n. m.

## Conservación
Según la organización internacional dedicada a la conservación de los recursos naturales Unión Internacional para la Conservación de la Naturaleza (IUCN), al haber muy poca información sobre su distribución, población total y sus requisitos ecológicos, la clasificó como una especie con: “Datos insuficientes” en su obra: Lista Roja de Especies Amenazadas.